# Франц Август Вилхелм фон Зайн-Витгенщайн-Берлебург
Франц Август Вилхелм фон Зайн-Витгенщайн-Берлебург (на немски: Prinz Franz August Wilhelm zu Sayn-Wittgenstein-Berleburg; * 11 август 1778, Берлебург; † 14 юли 1854, Берлебург) е принц от Княжеството Сайн-Витгенщайн-Берлебург, пруски генерал-майор.

## Биография
Той е третият син на 1. княз Кристиан Хайнрих фон Зайн-Витгенщайн-Берлебург (1753 – 1800) и съпругата му графиня Шарлота Фридерика Франциска фон Лайнинген-Вестербург-Грюнщат (1759 – 1831, Берлебург), дъщеря на Кристиан Йохан фон Лайнинген-Вестербург (1730 – 1770) и Кристиана Франциска Елеонора, вилд- и Рейнграфиня цу Грумбах, графиня фон Залм (1735 – 1809). Братята му са управляващия 2. княз Фридрих Албрехт (1777 – 1851) и Август Лудвиг (1788 – 1874).
Принц Франц Август следва от 1793 г. в университета в Марбург и от 1795 в университета в Гьотинген. През 1799 г. е лейтенант на австрийска служба в 9-ти полк Насау. Участва в битки в похода срещу Франция и през 1801 г. напуска австрийската служба. През 1805 г. влиза като „щаб-ритмайстер“ на руска служба и се бие през Войната на Третата коалиция. От 1807 г. е майор в херцогство Насау и през 1811 г. участва в битки в похода в Испания. През 1814 г. напуска войската.
От 1818 г. Франц Август е майор на пруска служба. През 1819 г. той е щаб-офицер и напуска през 1823 г. През 1830 г. е командир на „батальон „Prinz Heinrich von Preußen“ (Brandenburgisches) Nr. 35. Infanterieregiment“, от 1841 е полковник и пре 1846 е освободен като генерал-майор. През 1847 г. е офицер „à la suite“ на армията. През 1853 г. той получава „Ордена на Червения орел II. класа със звезда“.
Принц Франц фон Зайн-Витгенщайн-Берлебург умира неженен на 75 години на 14 юли 1854 г. в Берлебург.